# Congrès de Prague
Le congrès de Prague est une conférence des représentants diplomatiques des grandes puissances européennes qui a lieu à Prague du 12 juillet au 10 août 1813. Sa tenue est prévue par l'armistice de Pleiswitz, signé le 4 juin précédent à la demande de la Prusse et de la Russie entre Napoléon et les forces de la Sixième Coalition. Le congrès se solde par l'échec des négociations et la déclaration de guerre de l'Autriche à la France.

## Contexte
Battus par l'armée française lors des batailles de Lützen et de Bautzen en mai 1813, les troupes russes et prussiennes de la Sixième Coalition sont aux abois. Pour autant, ces victoires françaises ne sont pas décisives. Le chancelier Metternich propose alors la médiation de l'Autriche et la négociation d'un armistice. Cette manœuvre vise en réalité à gagner du temps pour que, d'une part, les coalisés réorganisent leurs forces, et d'autre part, que l'Autriche prépare son entrée en guerre contre la France. Un temps opposé à ces négociations de paix qu'il voit comme un piège, Napoléon est finalement convaincu par son grand écuyer Armand de Caulaincourt qui met en avant le désir de paix du peuple français. L'armistice est signé à Pleiswitz le 4 juin suivant et valable, dans un premier temps, jusqu'au 20 juillet. Il prévoit l'ouverture d'un congrès qui doit se tenir à Prague. Dans le même temps, la Russie, la Prusse et l'Autriche s'entendent avec l'Angleterre pour signer les traités de Reichenbach pour imposer des conditions de paix très strictes à la France et rejeter sur elle la responsabilité d'une reprise de la guerre. Alors que Napoléon a lui aussi besoin de refaire ses troupes, en particulier sa cavalerie, accepte de prolonger l'armistice jusqu'au 10 août.

## Un«simulacre de congrès»
Le congrès s'ouvre le 12 juillet à Prague. Du côté français, Caulaincourt et l'ambassadeur en Autriche Louis de Narbonne sont nommés ministres plénipotentiaires. Ils doivent principalement traiter avec l'Autrichien Metternich, chargé de porter également les intérêts russes et prussiens. Leur première rencontre a lieu le 29 juillet. Fervent défenseur du parti de la paix, Caulaincourt affiche une posture défaitiste et confie notamment à Metternich : « Vous ne voyez pas en moi le représentant des lubies de l'Empereur, mais de son intérêt véritable et de celui de la France. [...] Ramenez-nous en France par la paix ou par la guerre, et vous serez béni par 30 millions de Français, et par tous les serviteurs et amis éclairés de l'Empereur. »
L'Autriche propose alors à la France une paix générale si elle accepte le démembrement du duché de Varsovie, l'indépendance des villes hanséatiques, de l'Espagne et de la Hollande, la cession des provinces illyriennes. De même, elle souhaite que Napoléon renonce à ses titres de protecteur de la confédération du Rhin et de médiateur de la Confédération suisse. Ces conditions sont inacceptables pour l'empereur qui les rejette en partie. Le 10 août, à minuit, Metternich annonce la clôture du congrès, malgré une dernière tentative de conciliation de la part de Caulaincourt.
Deux jours plus tard, le 12 août, l'Autriche déclare la guerre à la France.